# نزار القطری
نزار فضل‌الله روانی یا نزار الجعفری (۵ ژوئن ۱۹۷۱ در قطر) مداح شیعه اهل قطر است که به زبان‌های عربی، فارسی، انگلیسی، ترکی و اردو تسلط دارد. پدر و مادر او اهل لارستان از شهرستان‌های استان فارس بودند. او اصالت ایرانی نیز دارد  
وی از شش سالگی به مدرسه رفته، تحصیلاتش را در قطر به پایان رسانیده، مداحی و حفظ قرآن را از ۸ سالگی شروع کرده و توانست حافظ نیمی از قرآن باشد. وی پس از به پایان رسانیدن تحصیلات اولیه برای آموختن علوم دینی به نجف رفت و در درس سید علی سیستانی نیز شرکت کرد. وی هم‌اکنون در کشور کویت زندگی می‌کند.

## نوحهٔ «أنا مظلوم حسین»
پخش نوحهٔ عربی-فارسی «أنا مظلوم حسین» که اجرای آن در کربلا در ۲۲ دی ۱۳۸۶ بوده و پخش آن در تاریخ ۲۴ دی ماه بعد از اخبار شبانگاهی شبکهٔ سوم سیما موجب بر سر زبان افتادن نام وی در ایران شد.
این نوحه به صورت ترکیبی از زبان عربی و فارسی است، قسمتی از این نوحه بدین صورت است:
چیست تقصیر من ای قوم که امروز جهانی
شده آماده به قتلم همه با تیغ و سنانی؟
در شما نیست ز اسلام نه نامی و نشانی
أنا عطشان و قد احرق نطقي و لساني
أنا ظمئان و قد احرق قلبي و فؤادي
أنا مظلوم حسين
أنا محروم حسين